# Voislova

Lage der Gemeinde Zăvoi im Kreis Caraș-Severin

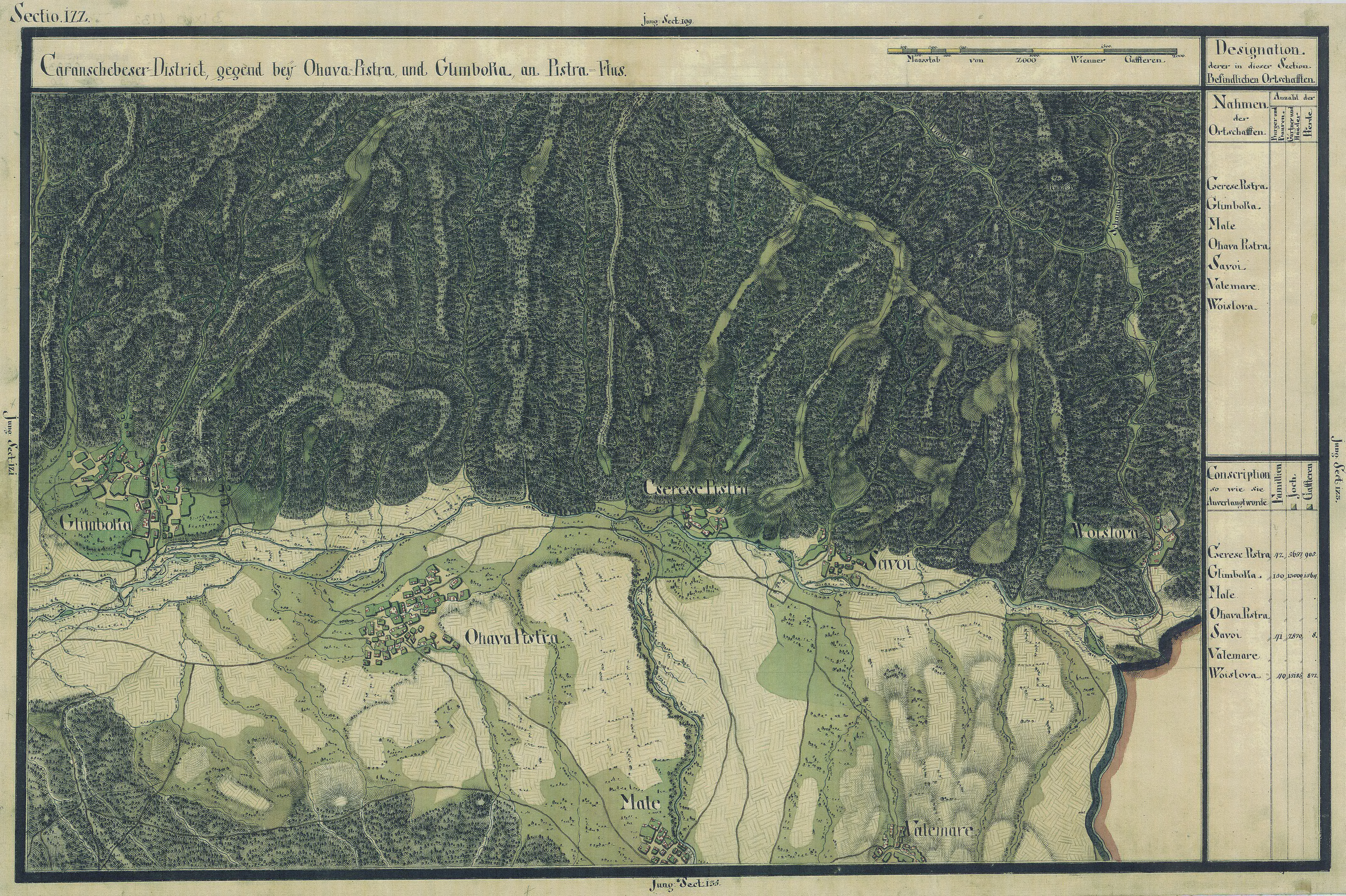
Voislova auf der Josephinischen Landaufnahme

Voislova (deutsch Woislowa, ungarisch Szörénybalázsd) ist ein Dorf im Kreis Caraș-Severin in der Region Banat im Südwesten Rumäniens. Das Dorf Voislova gehört zur Gemeinde Zăvoi.

## Geografische Lage
Voislova liegt im Nordosten des Kreises Caraș-Severin, am Fuße des Poiana-Ruscă-Gebirges, an der Nationalstraße DN 68, in 27 km Entfernung von Caransebeș, 8 km von Oțelu Roșu, 27 km von Sarmizegetusa und 44 km von Hațeg.

## Nachbarorte
| Poiana-Ruscă-Gebirge | Rusca Montană                               | Preveciori |
| Valea Bistrei        | Kompassrose, die auf Nachbargemeinden zeigt | Vama Marga |
| Măgura               | Măru                                        | Marga      |

## Geschichte
Auf dem Areal des Dorfes Voislova befand sich schon zur Römerzeit ein Kastell mit dem Namen Pons Augusti. In der Nähe des ehemaligen Kastells wurden Steine mit der Inschrift AVIVI und PROCOS gefunden sowie der Weihestein eines Statthalters der römischen Provinz Dakien.
Im Laufe der Jahrhunderte traten verschiedene Namen beziehungsweise verschiedene Schreibweisen des Ortsnamens auf: 1397 Wozylyiowa, 1430 Woyzlowa, 1544 – Whezylowa, 1580 Veizlova, 1603 Voizlova, 1690~1700 Voizlova, 1774 Voeslova, 1840 Vaislova, 1843~1844 Vojslova, 1913 Szörénybalázsd. Voislova wurde 1397 erstmals urkundlich erwähnt.
Bis 1526 gehörte die Siedlung zum Königreich Ungarn und während der osmanischen Herrschaft (1526–1718) zum Vilâyet Timișoara. Ab 1718 war Voislova Bestandteil der Habsburger Krondomäne Temescher Banat. Als Teil der Banater Militärgrenze gehörte Voislova zum Walachisch-Illyrischen Grenzinfanterie-Regiment Nr. 13, mit Sitz in Caransebeș und war somit direkt dem Wiener Hofkriegsrat unterstellt, bis diese 1873 aufgelöst wurde, um dann dem Königreich Ungarn angegliedert zu werden.
Der Vertrag von Trianon am 4. Juni 1920 hatte die Dreiteilung des Banats zur Folge, wodurch Voislova an das Königreich Rumänien fiel.

## Bevölkerungsentwicklung
| 1880 | 476 | 470 | -  | 6  | -  |
| 1910 | 636 | 595 | 16 | 8  | 17 |
| 1930 | 702 | 645 | 5  | 25 | 27 |
| 1977 | 742 | 711 | 20 | 8  | 3  |
| 2002 | 623 | 603 | 17 | -  | 3  |
| 2011 | 573 | 537 | 8  | -  | 28 |